# Ollonskål
Ollonskål (Ciboria batschiana) är en svampart som först beskrevs av Friederich Wilhelm Zopf, och fick sitt nu gällande namn av N.F. Buchw. 1947. Ollonskål ingår i släktet Ciboria och familjen Sclerotiniaceae.  Arten är reproducerande i Sverige. Inga underarter finns listade i Catalogue of Life.

## Källor

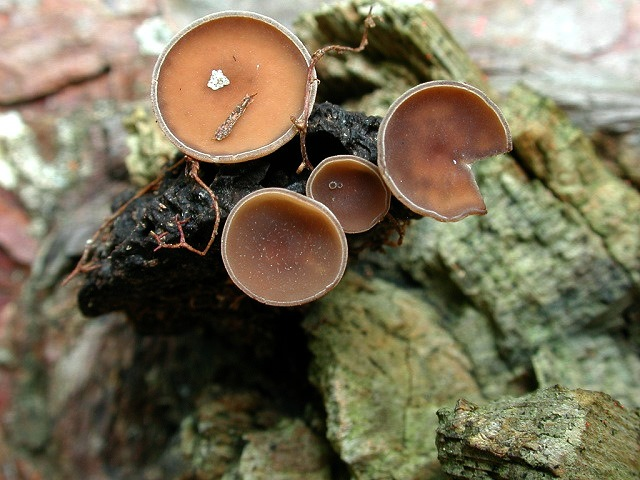